# لويس جونسون (مغنية)
لويس جونسون (بالإنجليزية: Lois Johnson)‏ هي مغنية وكاتبة غنائية أمريكية، ولدت في 15 مايو 1942 في مقاطعة مقاطعة في الولايات المتحدة، وتوفيت في 7 يوليو 2014 في ناشفيل في الولايات المتحدة بسبب مرض.

## وصلات خارجية
- الموقع الرسمي